# Jim Dowd
James Thomas Dowd, detto Jim (Brick, 25 dicembre 1968), è un ex hockeista su ghiaccio statunitense.
Giocò nel ruolo di centro, vestendo la maglia di dieci diverse formazioni della National Hockey League nel corso di diciassette anni di carriera. Dowd vinse nel 1995 la Stanley Cup con la squadra del suo Stato, i New Jersey Devils.

## Carriera
Terminato il college presso la Lake Superior State University Dowd si unì agli Utica Devils, allora formazione della AHL affiliata alla squadra del New Jersey, da cui era stato scelto nel 1987. Fu il primo giocatore nativo del New Jersey a militare in NHL proprio con i New Jersey Devils nella stagione 1991-92. Nelle stagioni seguenti alternò presenze in NHL e in AHL, divenendo nella stagione 1993-94 il capocannoniere degli Albany River Rats. La stagione 1995, già accorciata a causa del lockout, vide Dowd fermo per 35 gare a causa di un infortunio e alla seguente operazione ad una spalla, tuttavia fu in grado di prendere parte alle finali della Stanley Cup, segnando la rete decisiva in Gara-2 contro i Detroit Red Wings.
Meno di sei mesi dopo la conquista del titolo Dowd fu coinvolto in una serie di scambi passando nel giro di due giorni agli Hartford Whalers e ai Vancouver Canucks; tuttavia con la franchigia canadese giocò solo 39 incontri. Nel settembre del 1996 da waiver fu chiamato dai New York Islanders, trascorrendo gran parte di quella stagione in IHL con gli Utah Grizzlies e in AHL con i Saint John Flames. Dowd nel luglio 1997 entrò nell'organizzazione dei Calgary Flames, trascorrendo tuttavia ancora gran parte dell'anno con i Saint John Flames.
Nel giugno del 1998 Dowd passò da Calgary alla neonata formazione dei Nashville Predators, tuttavia nella stessa preseason fu nuovamente ceduto agli Edmonton Oilers. Trascorso il primo anno con gli Hamilton Bulldogs Dowd prolungò per la stagione 1999-2000 arrivando al massimo in carriera di 69 partite di NHL in un solo anno.
Nel giugno del 2000 i Minnesota Wild lo selezionarono in occasione dell'Expansion Draft. Dowd rimase quattro stagioni, raccogliendo 123 punti in 298 presenze. Nel marzo del 2004 passò ai Montreal Canadiens dove concluse la stagione giocando nei playoff. Dowd divenuto UFA firmò un contratto con i tedeschi degli Hamburg Freezers nel corso della stagione del lockout.
Nella stagione successiva al lockout Dowd dapprima giocò con i Chicago Blackhawks, mentre per la conclusione del campionato giocò con i Colorado Avalanche. Grazie a un contratto annuale Dowd nella stagione 2006-07 tornò a vestire la maglia dei Devils, totalizzando 77 presenze. Concluse la sua carriera con i Philadelphia Flyers, dopo aver preso parte al loro training camp estivo prima del campionato 2007-08. Dowd si ritirò ufficialmente il 9 aprile 2009.

## Palmarès

### Club
- Stanley Cup: 1

New Jersey: 1994-1995
- Central Collegiate Hockey Association: 1

Lake Superior: 1990-1991

### Individuale
- CCHA Player of the Year: 1

1990-1991